# Samuel Ferguson
Samuel Ferguson, född 10 mars 1810 i Belfast, Nordirland, död 9 augusti 1886 i Howth, County Dublin, var en irländsk författare och arkeolog.
Efter studier vid Trinity college i Dublin ägnade sig Ferguson vid sidan av sin ämbetsmannagärning åt diktning, varvid han hämtade stoffet huvudsakligen från den forniriska Ulstercykeln. Därmed lade han grunden till den sedan så blomstrande anglo-iriska litteraturen. Bland hans främsta verk märks Lays of the western Gael (1864), Poems (1880), eposet Congal (1872) samt prosasamlingen The Hibernian nigts entertainments (3 band, 1887). Bland hans arkeologiska arbeten kan nämnas Ogham inscriptions in Ireland, Wales and Scotland (1887). Ferguson blev adlad 1878.